# Бюривиль
Бюриви́ль (фр. Buriville) — коммуна во французском департаменте Мёрт и Мозель региона Лотарингия. Относится к  кантону Бламон.	

## География
Бюривиль расположен в 45 км к юго-востоку от Нанси. Соседние коммуны: Фремениль на севере, Ожевиллер и Реклонвиль на востоке, Петтонвиль и Абленвиль на юго-востоке.

## Демография
Население коммуны на 2010 год составляло 71 человек.
| 1962 | 1968 | 1975 | 1982 | 1990 | 1999 | 2010 |
| ---- | ---- | ---- | ---- | ---- | ---- | ---- |
| 57   | 54   | 45   | 44   | 47   | 40   | 71   |

## Достопримечательности
- Церковь с башнями в романском стиле, неф и апсида XVIII—XIX веков.